# Dora, la espía
Pour plus de détails, voir Fiche technique et Distribution.
Dora, la espía (italien : Dora o le spie) est une comédie hispano-italienne réalisée par Raffaello Matarazzo et sortie en 1943.
Le film n'a été distribué qu'en Espagne bien qu'il ait été coproduit avec l'Italie.
Le scénario du film est adapté d'une pièce de Victorien Sardou intitulée Dora et créée en 1877. La pièce est reprise en 1906 sous le titre L'Espionne.
Le 6 juillet 1944, le film remporte un prix financier de 100 000 pesetas lors de la remise des prix du Sindicato Nacional del Espectáculo (es).

## Synopsis
Dora, fille de la marquise de Río Zares, est mariée à un homme politique nommé Andrés. L'ancienne fiancée d'Andrés, la comtesse Zeicker, la calomnie comme une espionne.

## Fiche technique
- Titre original espagnol : Dora, la espía[3]
- Titre original italien : Dora o le spie[4]
- Réalisation : Raffaello Matarazzo
- Scénario : Claudio de la Torre d'après la pièce Dora (1877) de Victorien Sardou
- Photographie : Ubaldo Arata
- Montage : Angelo L. Comitti
- Musique : Jesús Guridi
- Décors : Pierre Schild, Iogro Martinez Gari
- Production : Carlo Ponti
- Société de production : Scalera Film, Sociedad Anónima de Films Españoles (SAFE)
- Pays de production :  Royaume d'Italie -  État espagnol
- Langue originale : espagnol
- Format : Noir et blanc - 1,37:1 - Son mono - 35 mm
- Durée : 99 minutes
- Genre : comédie
- Dates de sortie :
  - Espagne franquiste : 1943

## Distribution
- Maruchi Fresno (es) : Dora De Rio Zares
- Adriano Rimoldi : Andres
- Francesca Bertini : principessa
- Jesús Tordesillas : baron Venderkragt
- Guadalupe Muñoz Sampedro : marchesa
- Manuel Arbó : ministro
- Joaquín Bergía : Tekli
- Emilio Cigoli : Favrolle
- Anita Farra : contessa Zeicka
- María Martín : Lisa